# Raj Rewal

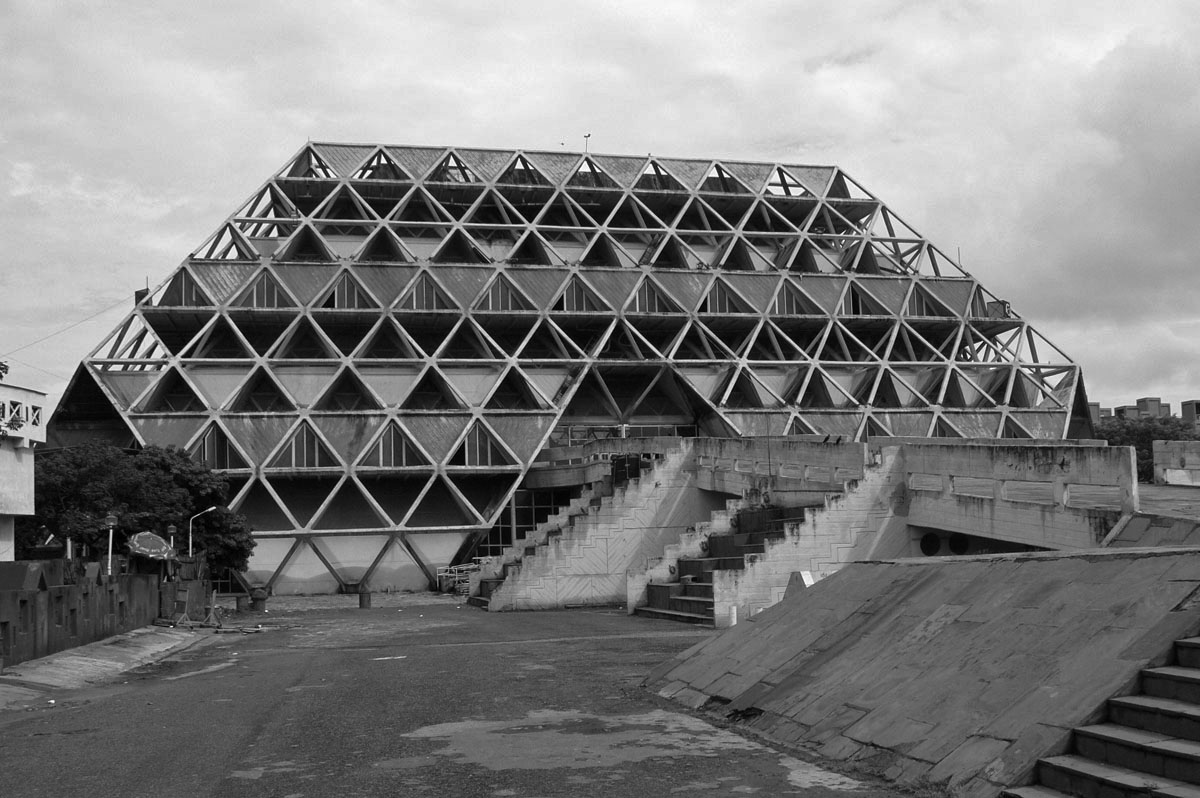
Hall of Nations in Delhi (1971–72), Architekten: Raj Rewal / Kuldip Singh

Raj Rewal (* 1934) ist ein indischer Architekt des kritischen Regionalismus.

## Leben
Zusammen mit Kuldip Singh, Balkrishna Vithaldas Doshi, Achyut Kanvinde und Charles Correa war er während der Entkolonialisierungszeit in Indien ein Aktivist der indischen Architekturbewegung.
Moderne Architektur und Regionalismus zu verbinden, ist erklärtes Ziel von Rewal. Er ist vor allem durch den Entwurf für 800 Wohneinheiten des Asiad Village zur Unterbringung der Sportler während der Asienspiele 1982 in Neu-Delhi bekannt geworden. Bei diesem Projekt sind lehmbrauner Sichtbeton und durch Fußwege miteinander verbundene Innenhöfe Reverenzen an traditionelle Ortschaften in Rajasthan. Rewal hatte zuvor die Struktur enger Straßen in Jaisalmer untersucht. Nach Beendigung der Spiele wurden die Wohnungen an öffentliche Angestellte verkauft.
Das National Institute of Immunology in Neu-Delhi (1983–1985), in beigem Waschbeton und gegliedert durch rotbraune Streifen, besteht aus größeren und kompakteren Gebäudestrukturen. Die Wohneinheiten sind um einen quadratischen Innenhof angeordnet, wobei die Übernahme rajasthanischer Bauformen zu einer harmonischen Proportionierung führt.
Bis Ende der 1970er Jahre war Rewal führend in Indien für aggressive, großknochige Strukturen gewesen, die den Optimismus seines ersten Hochhauses, des National Trade Fair, Delhi 1972, hochhalten.